# Rokyt cypřišovitý
Rokyt cypřišovitý (Hypnum cupressiforme Hedw.), velmi rozšířený a mnohotvárný mech.

## Vzhled

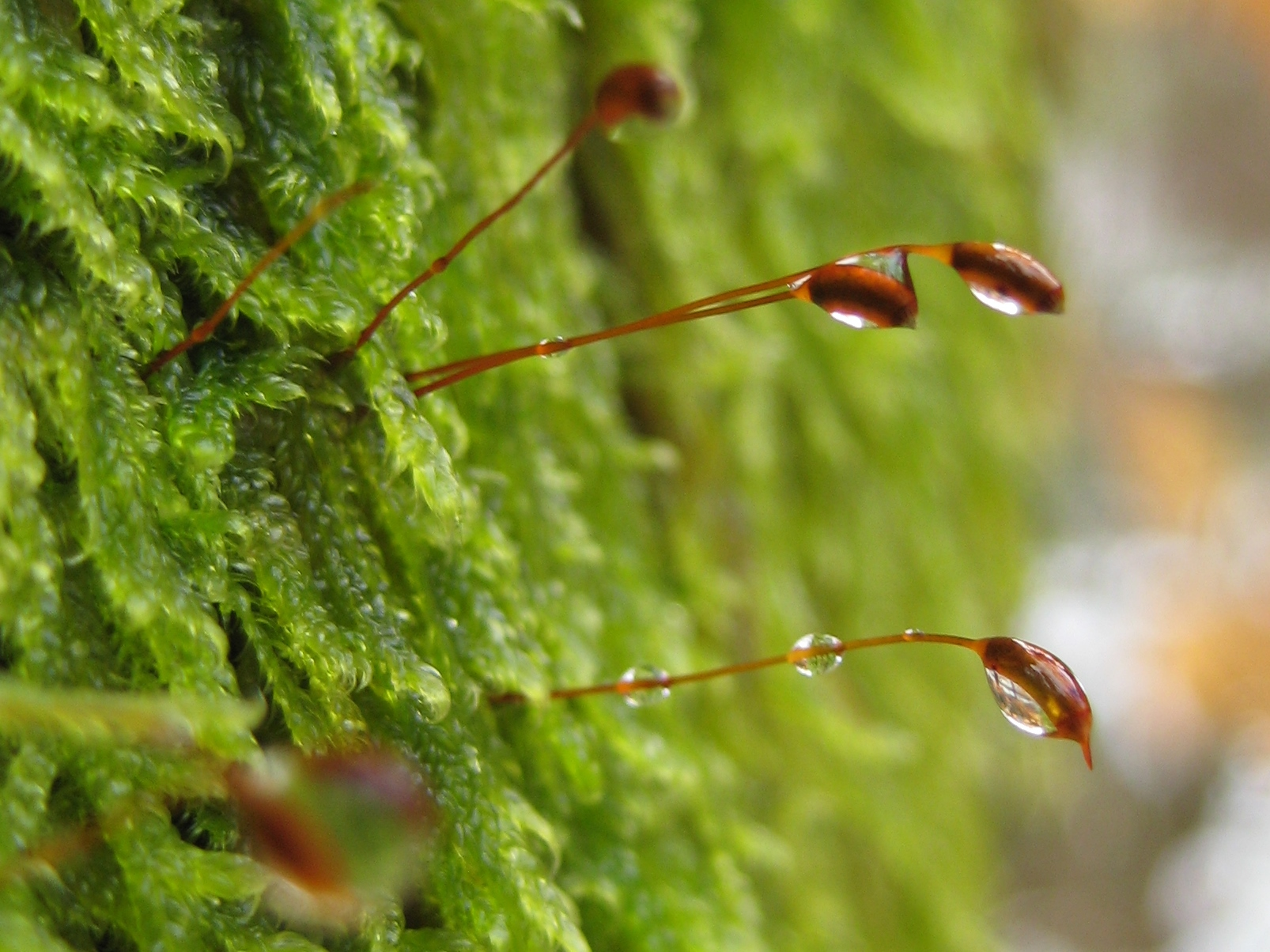
Obr. č. 1 – Rokyt cypřišovitý (štěty s tobolkami)

Rokyt cypřišovitý je zelený až žlutohnědý mech, který tvoří souvislé, husté koberce. Charakteristický je lesk těchto koberců a jejich snadná stažitelnost z podkladu. Lodyžka je zpravidla přerušovaně zpeřeně větvená, 3–10 cm dlouhá. Výhonky jsou cypřišovité, copánkovité či ploše olistěné. Kopinaté lístky jsou 2–3 mm dlouhé, jsou srpovitě zahnuté s ostrou špičkou. Na konci větévek jsou hákovitě jednostranné, zatímco u báze mají často přehrnutý okraj. Z postranních větví vyrůstá červený, asi 3 cm dlouhý zakřivený štět. Tobolka je hnědá, mírně zakřivená s ostrým zobákovitým víčkem. Výtrusy dozrávají od zimy do jara.

## Výskyt
Rokyt cypřišovitý je všeobecně rozšířený (kosmopolitní) druh, jež můžeme nalézt od nížin až po vysokohorské oblasti. Nejčastěji se vyskytuje v lesích, kde vegetuje na skalách, kamenech, pařezech a tlejícím dřevě. V půdě je indikátorem špatně se rozkládajícího humusu.

## Využití
V minulosti se sušený používal jako náplň do polštářů pro dobré spaní. Odtud také jeho latinský název.
V současnosti je důležitým bioindikátorem.